# Morgan Phelipponneau
Pas d'image ? Cliquez ici

a Compétitions nationales et continentales officielles uniquement.

Dernière mise à jour le 14 mars 2025.
Morgan Phelipponneau, né le 5 septembre 1989, est un joueur français de rugby à XV. Il évolue au poste de pilier.

## Biographie
Morgan Phelipponneau commence le rugby à XV à la JS Riscle puis il intègre le centre de formation du Stade montois, en reichel et espoir.
En 2012, il est prêté à l'US Morlaàs.
En 2013, il s'engage avec le RC Vannes,.
En 2017, il s'engage avec le SU Agen. Il signe une prolongation de contrat avec le club en 2018.
En 2020, il est prêté au Castres olympique en tant que joker médical d'Antoine Tichit,,,,,.
Il fait son retour à Vannes en 2020. Il met un terme à sa carrière de joueur en 2022, à la suite d'une blessure au genou.